# Günther Maleuda
Günther Maleuda (20 de enero de 1931 - 18 de julio de 2012) fue un político alemán. Desarrolló la mayor parte de su carrera en la República Democrática Alemana (RDA).

## Biografía
Nació en Alt Beelitz (hoy Stare Bielice, Polonia). En 1950 se unió al Partido Democrático Campesino de Alemania (DBD). De 1952 a 1955 estudió economía.
De 1958 a 1967 Maleuda fue miembro del consejo de distrito de Königs Wusterhausen, de 1967 a 1976 miembro del consejo de distrito de Potsdam y de 1976 a 1982 miembro del consejo de distrito de Halle. En 1981 fue elegido como miembro de la Cámara del Pueblo.
De 1977 a 1990 fue miembro del Presidium del Partido Democrático Campesino de Alemania (DBD). El 27 de marzo de 1987, Maleuda se convirtió en presidente del DBD y, al mismo tiempo, en vicepresidente del Consejo de Estado.
El 13 de noviembre de 1989 fue el sucesor de Horst Sindermann como Presidente de la Cámara del Pueblo (hasta marzo de 1990). Durante la Revolución Pacífica, Maleuda apoyó las reformas y participó en las negociaciones de la mesa redonda.
Aunque su partido se fusionó con la Unión Demócrata Cristiana (CDU) en octubre de 1990, Maleuda se negó a ser miembro de la formación.
En 1994 fue elegido miembro como miembro del Bundestag en la lista del Partido del Socialismo Democrático (PDS). Permaneció como miembro del parlamento hasta 1998.
Falleció en Bernau bei Berlin el 18 de julio de 2012.